# Goupil-Othon
Goupil-Othon est une commune nouvelle française située dans le département de l'Eure en région Normandie.

## Géographie

### Hydrographie
La commune est située dans le bassin Seine-Normandie. Elle est drainée par la Risle et  et un autre petit cours d'eau,.
La Risle, d'une longueur de 145 km, prend sa source dans la commune de Planches et se jette  dans la Seine à Berville-sur-Mer, après avoir traversé 52 communes.

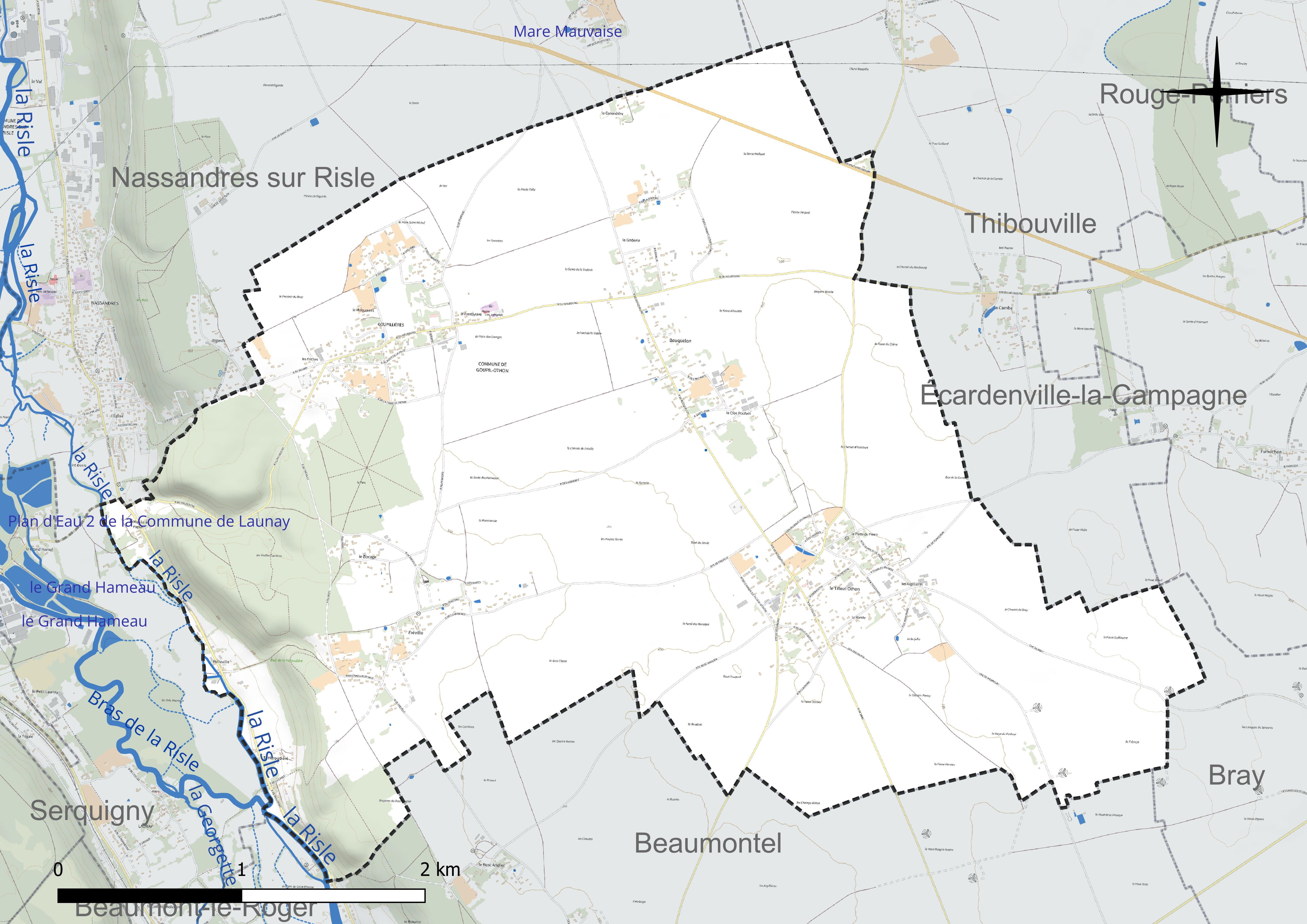
Réseau hydrographique de Goupil-Othon.

### Climat
Pour des articles plus généraux, voir Climat de la Normandie et Climat de l'Eure.
En 2010, le climat de la commune est de type climat océanique dégradé des plaines du Centre et du Nord, selon une étude du CNRS s'appuyant sur une série de données couvrant la période 1971-2000. En 2020, Météo-France publie une typologie des climats de la France métropolitaine dans laquelle la commune est exposée à un climat océanique et est dans la région climatique  Côtes de la Manche orientale, caractérisée par un faible ensoleillement (1 550 h/an) ; forte humidité de l’air (plus de 20 h/jour avec humidité relative > 80 % en hiver), vents forts fréquents. Parallèlement le GIEC normand, un groupe régional d’experts sur le climat, différencie quant à lui, dans une étude de 2020, trois grands types de climats pour la région Normandie, nuancés à une échelle plus fine par les facteurs géographiques locaux. La commune est, selon ce zonage, exposée à un « climat contrasté des collines », correspondant au Pays d’Auge, Lieuvin et Roumois, moins directement soumis aux flux océaniques et connaissant toutefois des précipitations assez marquées en raison des reliefs collinaires qui favorisent leur formation.
Pour la période 1971-2000, la température annuelle moyenne est de 10,2 °C, avec  une amplitude thermique annuelle de 13,5 °C. Le cumul annuel moyen de précipitations est de 730 mm, avec 12,3 jours de précipitations en janvier et 8,6 jours en juillet. Pour la période 1991-2020, la température moyenne annuelle observée sur la station météorologique la plus proche, située sur la commune de Brionne à 8 km à vol d'oiseau, est de 11,5 °C et le cumul annuel moyen de précipitations est de 791,7 mm,. Pour l'avenir, les paramètres climatiques de la commune estimés pour 2050 selon différents scénarios d’émission de gaz à effet de serre sont consultables sur un site dédié publié par Météo-France en novembre 2022.

## Urbanisme

### Typologie
Au 1er janvier 2024, Goupil-Othon est catégorisée commune rurale à habitat dispersé, selon la nouvelle grille communale de densité à 7 niveaux définie par l'Insee en 2022.
Elle est située hors unité urbaine et hors attraction des villes,.

## Toponymie
Depuis le 1er janvier 2018, le nom de la nouvelle commune évoque l'ancien français goupil (du latin vulpes), du bas-latin vulpiculus, qui voulait dire "renard", en référence à Goupillières et Othon pour Le Tilleul-Othon.

## Histoire
Créée par un arrêté du préfet de l'Eure du 21 septembre 2017, elle regroupe les anciennes communes de Goupillières et du Tilleul-Othon à compter du 1er janvier 2018.

## Politique et administration

### Liste des maires
| Période      | Période  | Identité        | Étiquette | Qualité                 |
| ------------ | -------- | --------------- | --------- | ----------------------- |
| janvier 2018 | En cours | Sébastien Roehm |           | Fonctionnaire de police |

### Communes déléguées
| Nom                  | Code Insee | Intercommunalité                                  | Superficie (km2) | Population (dernière pop. légale) | Densité (hab./km2) |
| -------------------- | ---------- | ------------------------------------------------- | ---------------- | --------------------------------- | ------------------ |
| Goupillières (siège) | 27290      | CC Intercom Bernay Terres de Normandie            | 10,12            | 885 (2016)                        | 87                 |
| Le Tilleul-Othon     | 27642      | Communauté de communes Bernay Terres de Normandie | 4,68             | 372 (2016)                        | 79                 |

## Démographie
L'évolution du nombre d'habitants est connue à travers les recensements de la population effectués dans la commune depuis sa création.

En 2022, la commune comptait 1 254 habitants, en évolution de −0,24 % par rapport à 2016 (Eure : −0,25 %, France hors Mayotte : +2,11 %).
| 2015  | 2020  | 2022  |
| ----- | ----- | ----- |
| 1 250 | 1 256 | 1 254 |

## Culture locale et patrimoine

### Lieux et monuments
Un verger conservatoire a été créé en 2017 à Goupil-Othon.